# Cimicodes clisthena
Cimicodes clisthena är en fjärilsart som beskrevs av Stoll 1782. Cimicodes clisthena ingår i släktet Cimicodes och familjen mätare. Inga underarter finns listade i Catalogue of Life.

## Bildgalleri

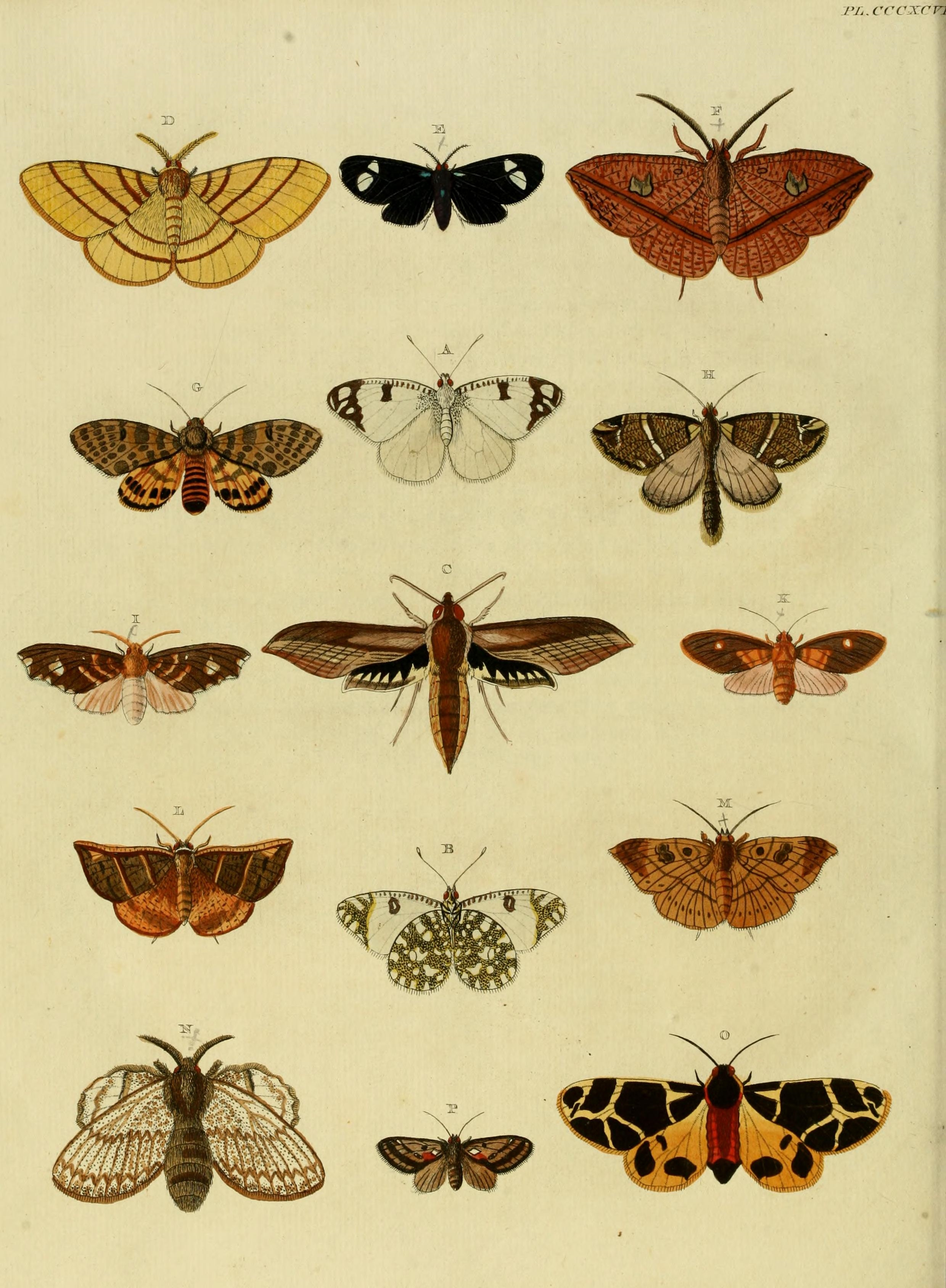